# Spenglerův pohár 2000
74. ročník Spenglerova poháru se uskutečnil od 26. do 31. prosince 2000. Všechny zápasy se hrály v hale Vailant Areně v Davosu. Vítězem se stal tým HC Davos.

## Účastníci
- Kanada – tým složený z Kanaďanů hrajících v Evropě
- HC Davos – hostitel
- Jokerit Helsinky
- Kölner Haie
- HC Sparta Praha

## Základní část

### Tabulka
| Tým              | Z | V | P | R | VG | IG | B |
| ---------------- | - | - | - | - | -- | -- | - |
| Kanada           | 4 | 3 | 0 | 1 | 13 | 9  | 7 |
| HC Davos         | 4 | 3 | 0 | 1 | 11 | 6  | 7 |
| Kölner Haie      | 4 | 2 | 1 | 1 | 11 | 10 | 5 |
| HC Sparta Praha  | 4 | 1 | 2 | 1 | 9  | 13 | 3 |
| Jokerit Helsinky | 4 | 1 | 3 | 0 | 5  | 11 | 2 |

### Zápasy
| 26. prosince 2000 15:30 | HC Sparta Praha | 2–3 po prod.                | HC Davos | Vaillant Arena |
|                         | HC Sparta Praha | (0:1, 1:0, 1:1 , 0:0 , 0:1) | HC Davos |                |

| Souhrn zápasu | Souhrn zápasu | Souhrn zápasu | Souhrn zápasu | Souhrn zápasu |
| ------------- | ------------- | ------------- | ------------- | ------------- |
|               |               |               |               |               |

| 26. prosince 2000 20:45 | Jokerit Helsinky | 4–3 po prod.                | Kölner Haie | Vaillant Arena |
|                         | Jokerit Helsinky | (0:2, 2:1, 1:0 , 0:0 , 1:0) | Kölner Haie |                |

| Souhrn zápasu | Souhrn zápasu | Souhrn zápasu | Souhrn zápasu | Souhrn zápasu |
| ------------- | ------------- | ------------- | ------------- | ------------- |
|               |               |               |               |               |

| 27. prosince 2000 15:30 | Jokerit Helsinky | 0–3             | Kanada | Vaillant Arena |
|                         | Jokerit Helsinky | (0:1, 0:1, 0:1) | Kanada |                |

| Souhrn zápasu | Souhrn zápasu | Souhrn zápasu | Souhrn zápasu | Souhrn zápasu |
| ------------- | ------------- | ------------- | ------------- | ------------- |
|               |               |               |               |               |

| 27. prosince 2000 20:45 | Kölner Haie | 0–3             | HC Davos | Vaillant Arena |
|                         | Kölner Haie | (0:0, 0:2, 0:1) | HC Davos |                |

| Souhrn zápasu | Souhrn zápasu | Souhrn zápasu | Souhrn zápasu | Souhrn zápasu |
| ------------- | ------------- | ------------- | ------------- | ------------- |
|               |               |               |               |               |

| 28. prosince 2000 15:30 | Kanada | 2–3 po prod.                | Kölner Haie | Vaillant Arena |
|                         | Kanada | (1:1, 0:0, 1:1 , 0:0 , 0:1) | Kölner Haie |                |

| Souhrn zápasu | Souhrn zápasu | Souhrn zápasu | Souhrn zápasu | Souhrn zápasu |
| ------------- | ------------- | ------------- | ------------- | ------------- |
|               |               |               |               |               |

| 28. prosince 2000 20:45 | HC Sparta Praha | 2–0             | Jokerit Helsinky | Vaillant Arena |
|                         | HC Sparta Praha | (1:0, 1:0, 0:0) | Jokerit Helsinky |                |

| Souhrn zápasu | Souhrn zápasu | Souhrn zápasu | Souhrn zápasu | Souhrn zápasu |
| ------------- | ------------- | ------------- | ------------- | ------------- |
|               |               |               |               |               |

| 29. prosince 2000 15:30 | Kölner Haie | 5–1             | HC Sparta Praha | Vaillant Arena |
|                         | Kölner Haie | (0:0, 2:1, 3:0) | HC Sparta Praha |                |

| Souhrn zápasu | Souhrn zápasu | Souhrn zápasu | Souhrn zápasu | Souhrn zápasu |
| ------------- | ------------- | ------------- | ------------- | ------------- |
|               |               |               |               |               |

| 29. prosince 2000 20:45 | HC Davos | 2–3             | Kanada | Vaillant Arena |
|                         | HC Davos | (2:0, 0:1, 1:1) | Kanada |                |

| Souhrn zápasu | Souhrn zápasu | Souhrn zápasu | Souhrn zápasu | Souhrn zápasu |
| ------------- | ------------- | ------------- | ------------- | ------------- |
|               |               |               |               |               |

| 30. prosince 2000 15:30 | HC Davos | 3–1             | Jokerit Helsinky | Vaillant Arena |
|                         | HC Davos | (0:0, 2:0, 1:1) | Jokerit Helsinky |                |

| Souhrn zápasu | Souhrn zápasu | Souhrn zápasu | Souhrn zápasu | Souhrn zápasu |
| ------------- | ------------- | ------------- | ------------- | ------------- |
|               |               |               |               |               |

| 30. prosince 2000 20:45 | Kanada | 5–4             | HC Sparta Praha | Vaillant Arena |
|                         | Kanada | (2:3, 1:1, 2:0) | HC Sparta Praha |                |

| Souhrn zápasu | Souhrn zápasu | Souhrn zápasu | Souhrn zápasu | Souhrn zápasu |
| ------------- | ------------- | ------------- | ------------- | ------------- |
|               |               |               |               |               |

## Finále
| 31. prosince 2000 12:00 | Kanada | 2–4             | HC Davos | Vaillant Arena |
|                         | Kanada | (2:1, 0:1, 0:2) | HC Davos |                |

| Souhrn zápasu | Souhrn zápasu | Souhrn zápasu | Souhrn zápasu | Souhrn zápasu |
| ------------- | ------------- | ------------- | ------------- | ------------- |
|               |               |               |               |               |

## All-star team
- Brankář: Lars Weibel – (HC Davos)
- Obránci: John Miner – (Kölner Haie), Jaroslav Nedvěd – (HC Sparta Praha)
- Útočníci: Frank Banham – (Kanada), Kevin Miller – (HC Davos), Lonny Bohonos – (HC Davos)